# Complimenti per la connessione
Complimenti per la connessione è una serie televisiva italiana, spin-off di Don Matteo.

## La serie
La prima stagione è stata trasmessa su Rai 1 dall'11 luglio al 5 agosto 2016, mentre la seconda è stata trasmessa dal 3 al 28 luglio 2017.
La serie è uno spin-off della serie televisiva, sempre della Lux Vide e Rai Fiction, Don Matteo.
In questi episodi i protagonisti della nota fiction cercano di far capire al pubblico, con parole semplici e in modo ironico, i termini e i mezzi utilizzati per la navigazione in Internet. Il programma è nello stile di Non è mai troppo tardi, ma modernizzato agli anni duemiladieci e con una sorta di classe presente nella trasmissione, dove, al posto dell'italiano, si impara l'informatica di base.
La serie è stata trasmessa in prima visione su Rai 1 nella fascia dell'access prime time, e, in fasce orarie diverse, su Rai 3, Rai 5, Rai Premium, Rai Storia e Rai Scuola.

## Episodi

### Prima stagione (2016)
| nº | Titolo             | Prima TV       |
| -- | ------------------ | -------------- |
| 1  | Internet           | 11 luglio 2016 |
| 2  | Smartphone         | 12 luglio 2016 |
| 3  | Motore di ricerca  | 13 luglio 2016 |
| 4  | Password           | 14 luglio 2016 |
| 5  | E-mail             | 15 luglio 2016 |
| 6  | Anti-spam          | 18 luglio 2016 |
| 7  | App                | 19 luglio 2016 |
| 8  | Social network     | 20 luglio 2016 |
| 9  | Selfie             | 21 luglio 2016 |
| 10 | E-book             | 22 luglio 2016 |
| 11 | E-commerce         | 25 luglio 2016 |
| 12 | Wikipedia          | 26 luglio 2016 |
| 13 | Chat               | 27 luglio 2016 |
| 14 | Videocomunicazione | 28 luglio 2016 |
| 15 | Gps                | 29 luglio 2016 |
| 16 | Tutorial           | 1º agosto 2016 |
| 17 | Hashtag            | 2 agosto 2016  |
| 18 | Streaming          | 3 agosto 2016  |
| 19 | On demand          | 4 agosto 2016  |
| 20 | Smart TV           | 5 agosto 2016  |

### Seconda stagione (2017)
| nº | Titolo            | Prima TV       |
| -- | ----------------- | -------------- |
| 1  | Wi-Fi             | 3 luglio 2017  |
| 2  | Binge watching    | 4 luglio 2017  |
| 3  | Smartwatch        | 5 luglio 2017  |
| 4  | Scuola digitale   | 6 luglio 2017  |
| 5  | Assistente vocale | 7 luglio 2017  |
| 6  | Netiquette        | 10 luglio 2017 |
| 7  | Food delivery     | 11 luglio 2017 |
| 8  | Home banking      | 12 luglio 2017 |
| 9  | E-ticketing       | 13 luglio 2017 |
| 10 | Elimina code      | 14 luglio 2017 |
| 11 | Cloud             | 17 luglio 2017 |
| 12 | Bufale            | 18 luglio 2017 |
| 13 | Smart home        | 19 luglio 2017 |
| 14 | Siti comparativi  | 20 luglio 2017 |
| 15 | Crowdfunding      | 21 luglio 2017 |
| 16 | Radio online      | 24 luglio 2017 |
| 17 | Car sharing       | 25 luglio 2017 |
| 18 | Musica online     | 26 luglio 2017 |
| 19 | Influencer        | 27 luglio 2017 |
| 20 | 4G                | 28 luglio 2017 |

## Produzione
Complimenti per la connessione è una produzione Lux Vide in collaborazione con Rai Fiction. I primi venti episodi sono stati girati tra maggio e giugno 2016. Il soggetto di serie porta la firma dello stesso regista, Valerio Bergesio, mentre le singole puntate sono firmate da Nino Frassica, protagonista della serie, Fabio Morici e Marco Diotallevi.

## Cast
Il cast è formato dagli attori Nino Frassica, Simone Montedoro e Francesco Scali nei panni degli stessi personaggi da loro interpretati in Don Matteo, ovvero il maresciallo Nino Cecchini, il capitano Giulio Tommasi e Pippo Gimignani-Zarfati, il sagrestano di don Matteo. In alcuni episodi compaiono anche l'attore Pietro Pulcini nei panni del brigadiere Ghisoni ed Emma Reale nei panni della piccola Martina Tommasi. Nella seconda e ultima stagione entra a far parte dal cast Nadir Caselli nei panni di Lia Cecchini, che insieme al capitano Tommasi insegna l'uso di Internet a Nino Cecchini e a Pippo; inoltre, si aggiunge al cast anche Caterina Sylos Labini, che interpreta Caterina Pappamozzi.

## Location
Nella prima stagione la serie è interamente ambientata all'interno della caserma della fiction Don Matteo, idealmente ubicata nel comune di Spoleto. Nella seconda stagione, invece, la serie è ambientata a casa del Maresciallo Cecchini.